# Festival Internacional de Cine de Sedona
El Festival Internacional de Cine de Sedona (en inglés: Sedona International Film Festival, sigla SIFF) es un  festival de cine fundado en Sedona (Arizona, Estados Unidos), en 1994. Durante ocho días el festival exhibe largometrajes, documentales, cortometrajes, películas animadas y películas juveniles. En los talleres del festival, antiguos galardonados del certamen enseñan a una nueva generación de cineastas. 
Genghis Blues (1999), Hechizado, y ¿Por qué no podemos volver a ser una familia? (2002) se encuentran entre los nominados al Premio de la Academia proyectados en el SIFF. El festival de 2004 se estrenó ¿¡Y tú qué sabes!?, Trabajo Interno, y Otro año. Robert Osborn ha presentado varios clásicos del cine, como El Tercer Hombre (1949), Sunset Boulevard (1950), Some Like It Hot (1959), North by Northwest (1959).
Algunos de los invitados y homenajeados de festivales pasados son Ed Asner, Rick Schroder, Andrew McCarthy, Donald O'Connor, Ann Miller, Sean Young, Dean Stockwell, Linda Gray, Ted Danson, Mary Steenburgen, Diane Ladd, Amanda Plummer, Wendie Malick, Jane Powell, Nick Nolte, Scott Baio, Tony Curtis, Jonathan Winters, Nicolas Cage, Rip Torn, Rita Rudner, David Rasche, Phil Rosenthal y Jena Malone. El homenajeado de 2010 fue Michael Moore. 

## Categorías

#### Directores/as
- Mejor Largometraje
- Mejor Película Documental
- Mejor Película Humanitaria
- Mejor Cortometraje
- Mejor Cortometraje en Lengua Extranjera
- Mejor Película de Animación
- Premio Discovery Film
- Mejor dirección para cineasta local

#### Premios de la audiencia
- Mejor Largometraje
- Mejor Película Documental
- Mejor Cortometraje Estudiantil
- Mejor Cortometraje
- Mejor Película de Animación